# 卡尔弗城
卡尔弗城（英語：Culver City），是美国加利福尼亚州洛杉矶县下属的一座城市。建市于1917年9月7日。根据2010年美国人口普查，该市有人口38,883人。
自1920年代以来，电影、电视片场云集于此，其中最著名的是米高梅。索尼影视娱乐的总部位于此地，休斯飞机公司总部曾经也位于此地。

## 交通
其铁路交通由卡尔弗城站提供，最近的机场是洛杉矶国际机场，为于城南7英里（11）。

## 人口
当地人口约4万，其中60%是白人，15%是美国原住民，9.5%是黑人。